# Montigny-le-Bretonneux
 Montigny-le-Bretonneux  es una población y comuna francesa, en la región de Isla de Francia, departamento de Yvelines, en el distrito de Versailles y cantón de Montigny-le-Bretonneux.
Con una población 35 824 habitantes en 2014, Montigny le Bretonneux sobrepasa el promedio de las ciudades de Isla de Francia (8 963 habitantes) y el promedio global de las ciudades francesas (1650 habitantes). La mayoría de los habitantes de Montingny le Bretonneux está casada y tiene entre 40-65 años.

## Demografía
| 1793 | 265    |
| ---- | ------ |
| 1800 | 277    |
| 1806 | 300    |
| 1821 | 266    |
| 1831 | 301    |
| 1836 | 303    |
| 1831 | 288    |
| 1846 | 308    |
| 1851 | 315    |
| 1856 | 300    |
| 1861 | 290    |
| 1866 | 313    |
| 1872 | 338    |
| 1876 | 332    |
| 1881 | 333    |
| 1886 | 246    |
| 1891 | 328    |
| 1896 | 340    |
| 1901 | 339    |
| 1906 | 332    |
| 1911 | 275    |
| 1921 | 323    |
| 1926 | 375    |
| 1931 | 402    |
| 1936 | 458    |
| 1946 | 501    |
| 1954 | 532    |
| 1962 | 543    |
| 1968 | 937    |
| 1975 | 1 550  |
| 1982 | 14 093 |
| 1990 | 31 687 |
| 1999 | 35 216 |
| 2007 | 34 038 |
| 2014 | 35 824 |

| Para los censos de 1962 a 1999 la población legal corresponde a la población sin duplicidades (Fuente: INSEE [Consultar]) |

## Ciudades hermanadas
- San Fernando,  España
- Kierspe,  Alemania
- Lunca (Mureş),  Rumania
- Denton,  Reino Unido
- Wicklow (Irlanda),  Irlanda